# Вагнер, Джек
Джек Вагнер (англ. Jack Wagner; род. 3 октября 1959, Вашингтон, Франклин, Миссури, США) — американский актёр мыльных опер, а также автор-исполнитель и гитарист.
Вагнер хорошо известен благодаря своим ролям в мыльных операх, как в дневных, так и прайм-тайм сериалах. Он получил известность благодаря роли певца Фриско Джонса в мыльной опере «Главный госпиталь», и в тот же период выпустил сингл «All I Need», который в 1985 году достиг второй строчки в чарте Billboard Hot 100. С тех пор он выпустил пять студийных альбомов, но в основном снимался в мыльных операх.
Вагнер добился более широкой известности благодаря роли доктора Питера Бернса в прайм-тайм мыльной опере «Мелроуз Плейс», где он снимался вместе с Хизер Локлир с 1994 по 1999 год. Уже после завершения сериала, в 2007 году, в прессе было объявлено о романе актёров, а в 2011 году они обручились. Ранее он был женат на актрисе дневных мыльных опер Кристине Вагнер, своей коллеге по «Главному госпиталю». С Хизер Локлир Вагнер расстался в феврале 2012 года, когда та в очередной раз была госпитализирована из-за передозировки алкоголя и наркотиков.
После «Мелроуз Плейс» Вагнер снялся в недолго просуществовавшей прайм-тайм мыльной опере «Титаны», а после вернулся в дневной эфир с ролью Ника Мароне в «Дерзкие и красивые». В начале 2013 года Вагнер вернулся в «Главный госпиталь» на регулярной основе.
В дополнение к ролям в мыльных операх, Вагнер снялся в ряде сделанных для телевидения фильмах аналогичной тематики, а также был гостем в сериалах «Прикосновение ангела», «Детектив Монк», «Красотки в Кливленде» и «Касл». В 2014 году он начал сниматься в сериале «Когда зовёт сердце».
Трехкратный номинант на премию "Эмми" Вагнер также получил пять номинаций на премию «Soap Opera Digest» за свою многолетнюю карьеру.
.

## Мыльные оперы
- Тихая пристань (прайм-тайм мыльная опера, 2 эпизода, 1983)
- Главный госпиталь (дневная мыльная опера, 1983—1988, 1989—1991, 1994-95, 2013 — наст. время)
- Санта-Барбара (дневная мыльная опера, 1991—1993)
- Любовь и тайны Сансет Бич (дневная мыльная опера, краткая роль, 1997)
- Мелроуз Плейс (прайм-тайм мыльная опера, 139 эпизодов, 1994—1999)
- Титаны (прайм-тайм мыльная опера, 9 эпизодов, 2000—2001)
- Дерзкие и красивые (дневная мыльная опера, 1467 эпизодов, 2003—2012)